# Protonemura ichnusae
Protonemura ichnusae är en bäcksländeart som först beskrevs av Giovanni Consiglio 1957.  Protonemura ichnusae ingår i släktet Protonemura och familjen kryssbäcksländor. Inga underarter finns listade i Catalogue of Life.